# Dennis Bryon
Dennis Ronald Bryon (Cardiff, 14 april 1949 – Nashville (Tennessee), 14 november 2024) was een Welshe drummer.
Zijn muzikale loopbaan begon bij Brother John & The Witnesses, waarin ook Blue Weaver speelde. Daarna volgde Amen Corner en hij is in die hoedanigheid te horen op hun grote hitsingle (If Paradise Is) Half as Nice. Amen Corner kreeg een afsplitsing in Fair Weather, dat twee albums uitbracht. Andere belangrijke muzikanten uit die band waren Andy Fairweather-Low en Blue Weaver. Die laatste zou hij weer ontmoeten toen Bryon zich bij de Bee Gees meldde. Hij zat achter het drumstel van bijvoorbeeld de vroege opnamen van Stayin' Alive en andere successen van de gebroeders Gibb, zoals Spirits (having flown).
In 1980 ging hij zich toeleggen op het begeleiden van (ook) andere artiesten. Zijn site vermeldt onder andere:
Barbra Streisand, Kenny Rodgers, Jimmy Hendrix, Andy Gibb, Jan Pulsford, June Pointer, Nigel Pulsford, Jerry Lee Merritt, Tony Joe White, Michael Snow, David Schnaufer, Brian McDade, Jo Anne Kelly, Robin Gibb, Melanie, Barry Gibb, Cathryn Creig, Laura Taylor, Maurice Gibb, Kayte Strong, Brian Willoughby, Chris Pelcer, Dave Edmunds, Rhodes Charmers and Rhodes, Jimmy Ruffin, Ish Ladesma,  Yvonne Elliman, Richard Wold, Bill Lloyd en Steve Marriott.
Zijn naam werd in de credits nogal eens verbasterd tot Dennis Byron.
Bryon overleed op 14 november 2024.
- MusicBrainz: e32bef21-e2fd-4903-82b7-7e6f37fab030
- Virtual International Authority File: 320154260678824480006